# Chiesa di Santa Maria del Naranco
La chiesa di Santa Maria del Naranco è un edificio religioso cattolico in stile preromanico asturiano situato sul fianco del Monte Naranco a circa 3 chilometri da Oviedo, nella Spagna settentrionale. Inizialmente venne concepita come un palazzo reale voluto da Ramiro I delle Asturie che ordinò la sua costruzione come parte di un più grande complesso che includesse anche la vicina chiesa di San Miguel de Lillo, posta a 100 metri di distanza. L'edificio venne poi completato nell'848. Le sue caratteristiche strutturali, come la volta a botte, dotata di nervature trasversali corrispondenti a contrafforti posti all'esterno, ne fanno un chiaro esempio di edificio precursore dell'architettura romanica. Le decorazioni esterne, come gli alti archi dimostrano la verticalità prevista nell'idea originale de complesso. Alla fine del XIII secolo l'edificio venne trasformato in chiesa.
È stata dichiarata patrimonio dell'umanità dall'UNESCO nel dicembre del 1985.

## Storia
Già i Romani gestivano sulle falde del Monte Naranco le loro terme. Il re Ramiro I vi fece erigere la sua residenza estiva. Attorno vi fu costruita una cappella palatina, un Belvedere e diversi edifici, scuderie e canili per cani da caccia. Di questo complesso di edifici rimangono oggi solo la cappella palatina di San Miguel de Lillo, originariamente dedicata a Santa Maria, e il Belvedere. Nel XII o XIII secolo la cappella palatina rimase parzialmente distrutta a seguito di uno smottamento e perciò il Belvedere fu ristrutturato come chiesa e dedicato alla Madonna. Nel corso dei secoli alla chiesa fu aggiunto un campanile a vela, che negli anni 1930 fu rimosso.

## Architettura

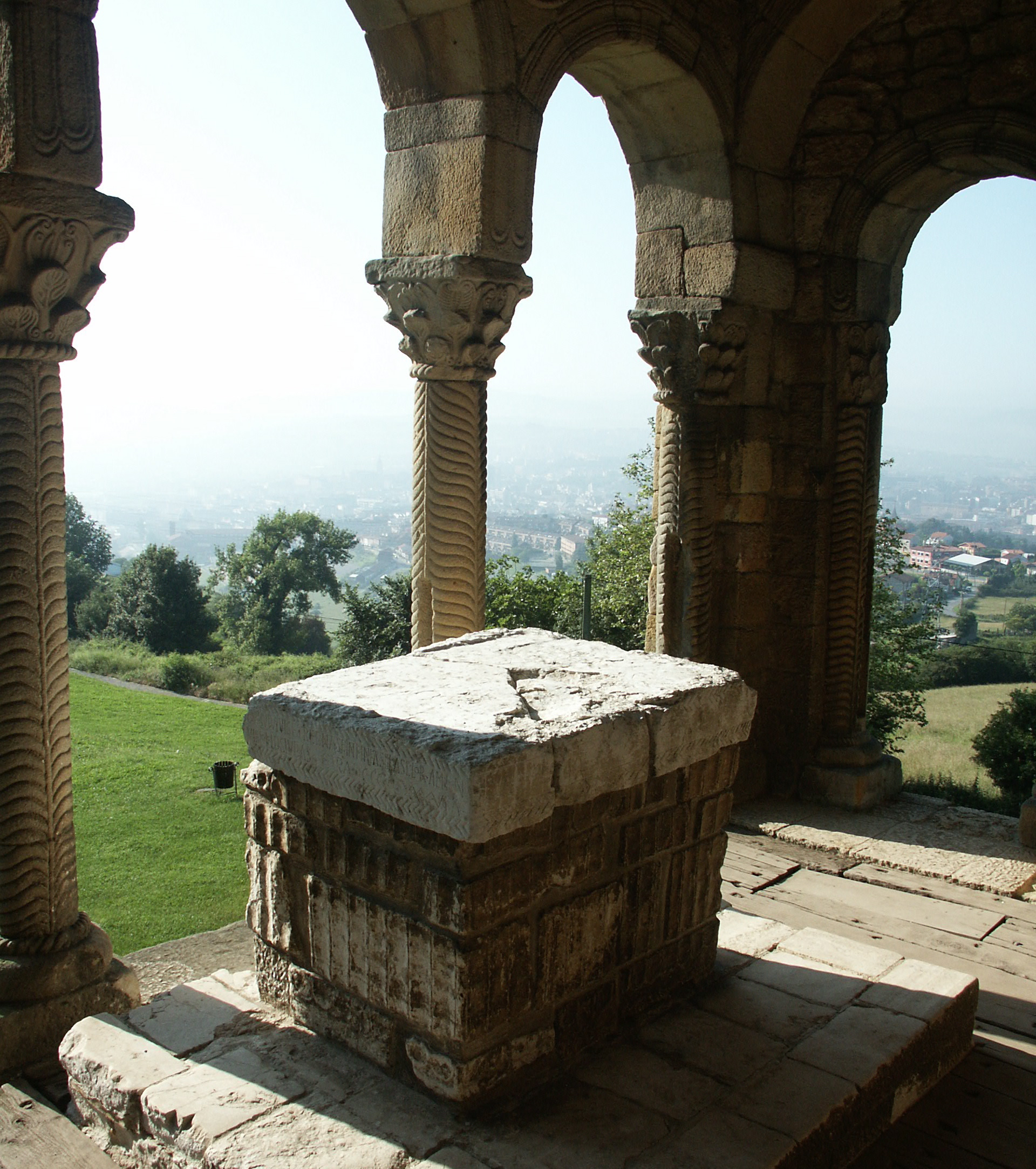
Altare di Santa Maria del Naranco nella loggia orientale

L'edificio è alto 11 metri, lungo 20 e largo 6, costruito ad angoli retti, con pietrisco. Si sviluppa su due piani, con una parte centrale e due laterali poste a est e a ovest; il suo tetto è a spiovente. 
Il pianoterra, chiamato anche cripta, ha al centro una spessa volta a botte sostenuta da archi. Entrambi gli spazi laterali sono coperti da legno e la zona orientale potrebbe essere quella originariamente utilizzata come bagno. Il piano superiore è accessibile dall'esterno attraverso una doppia scala sul lato nord. Le stremità orientale e occidentale portano logge denominate miradores, le cui altezze, con un trittico di arcate aperte a tutto sesto offrono una splendida vista su Oviedo e sulla Cordigliera Cantabrica, giustificando il nome di "belvedere".

## Sculture decorative

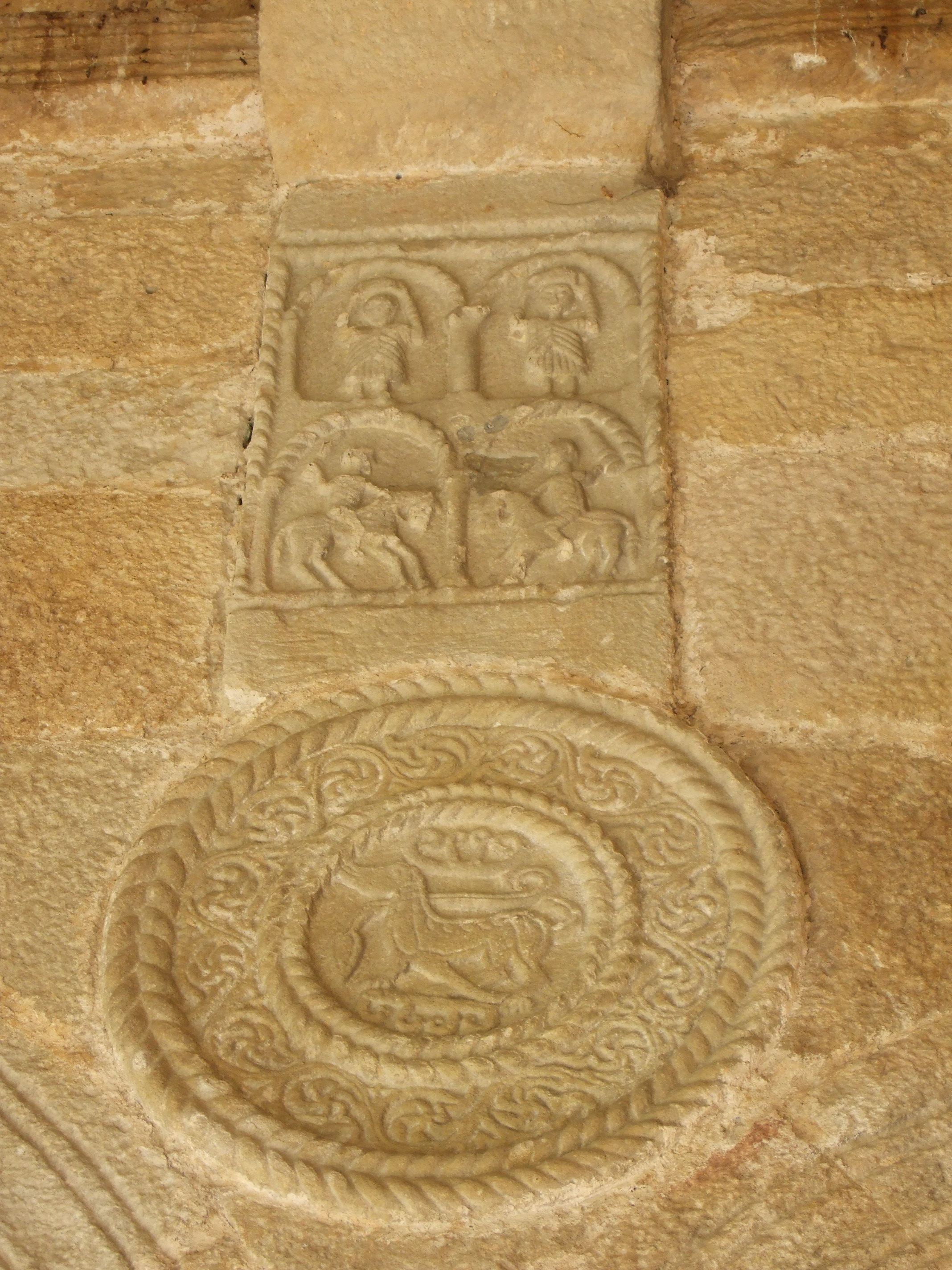
Medaglione (Clipeus) e lesena con figure in rilievo

Le facciate sud e nord si articolano attraverso otto contrafforti scanalati. Sulla parte frontale si apre un triforio con grosse arcate e colonne decorate a spirale, sulla sommità delle quali si ammirano altrettanti capitelli corinzi.

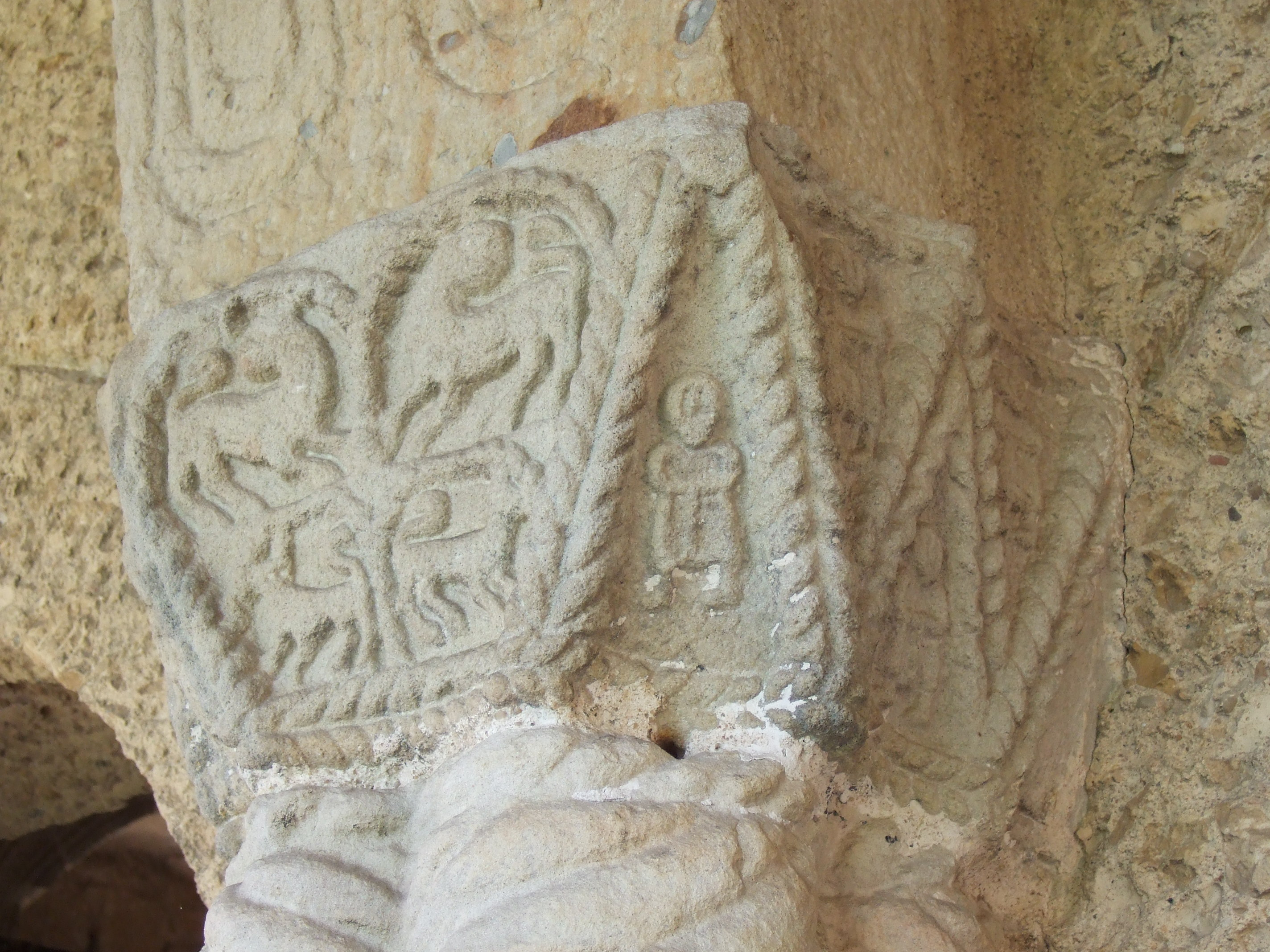
Capitello a piramide smussata con rappresentazioni di uomini e tori

Anche lungo le pareti interne corrono arcate, poggianti su colonne decorate in forma di spirali con capitelli a piramide smussata, sui quali sono rappresentati animali (prevalentemente uccelli e leoni) e piccole persone su piante di vite potate.
All'interno, come sulla facciata esterna, sono attaccati sui pennacchi tra gli archi dei medaglioni, in totale 32 rondelle in pietra (Clipeo), al centro nelle quali sono rappresentati pavoni, pellicani, cigni o animali predatori con lunghe code. Sui medaglioni si estendono, fino all'attacco della volta, lesene scanalate. Su alcune si vedono cavalieri armati e persone, che sul capo portano un oggetto, tra gli altri croci greche con piedestallo, sulle cui braccia sono appese le lettere greche Alfa e Omega. Queste croci rappresentano il simbolo delle case regnanti asturiane.